# دشت مورد غورك (بابويي)
دشت مورد غورك (بالفارسية: دشت مورد غورک) هي قرية تقع في إيران في قسم بابويي الريفي. يقدر عدد سكانها بـ 81 نسمة .